# Unicodeblock Hebräisch
Der Unicodeblock Hebräisch (Hebrew, 0590 bis 05FF) enthält das hebräische Alphabet mit Vokalzeichen und Zusatzzeichen für Jiddisch in Unicode. Die Sortierung basiert auf Windows-1255. Der Unicodeblock Hebräisch folgt in der Reihenfolge zum Großteil ISO 8859-8. Fünf hebräische Buchstabenformen, die nur am Wortende vorkommen, sind extra kodiert. Vokalzeichen und Akzente bzw. Kantillationszeichen sind als kombinierende Zeichen vorhanden. Die korrekte Positionierung soll dabei nach den bestehenden typografischen Regeln erfolgen und kann durch einen Combining Grapheme Joiner beeinflusst werden. Einige Zeichen, die sich aus einem hebräischen Buchstaben und Vokalzeichen zusammensetzen, sind im Unicodeblock Alphabetische Präsentationsformen extra kodiert, insbesondere die Buchstaben für das Jiddische. Dieser Block enthält auch einige Ligaturen und Darstellungsvarianten hebräischer Buchstaben. Diese Zeichen sind aber nur zur Kompatibilität mit anderen Kodierungen gedacht und sollten ansonsten nicht verwendet werden.
Als mathematische Zeichen in Unicode sind die ersten vier Buchstaben des hebräischen Alphabet auch im Unicodeblock Buchstabenähnliche Symbole vorhanden. Diese werden bei der Anwendung des Unicode-Bidi-Algorithmus nicht wie hebräische Buchstaben als von rechts nach links angeordnet, sondern gelten als rechtsläufige Zeichen.

## Tabelle
| Unicodenummer | Zeichen (400 %) | Kategorie                               | Bidirektionale Klasse              | Offizielle Bezeichnung             | Beschreibung                                          |
| ------------- | --------------- | --------------------------------------- | ---------------------------------- | ---------------------------------- | ----------------------------------------------------- |
| U+0591 (1425) | ֑                | Markierung ohne Extrabreite             | Markierung ohne Extrabreite        | HEBREW ACCENT ETNAHTA              | Hebräisches Betonungszeichen Etnachta                 |
| U+0592 (1426) | ֒                | Markierung ohne Extrabreite             | Markierung ohne Extrabreite        | HEBREW ACCENT SEGOL                | Hebräisches Betonungszeichen Segol                    |
| U+0593 (1427) | ֓                | Markierung ohne Extrabreite             | Markierung ohne Extrabreite        | HEBREW ACCENT SHALSHELET           | Hebräisches Betonungszeichen Schalschelet             |
| U+0594 (1428) | ֔                | Markierung ohne Extrabreite             | Markierung ohne Extrabreite        | HEBREW ACCENT ZAQEF QATAN          | Hebräisches Betonungszeichen Zaqef qaton              |
| U+0595 (1429) | ֕                | Markierung ohne Extrabreite             | Markierung ohne Extrabreite        | HEBREW ACCENT ZAQEF GADOL          | Hebräisches Betonungszeichen Zakef gadol              |
| U+0596 (1430) | ֖                | Markierung ohne Extrabreite             | Markierung ohne Extrabreite        | HEBREW ACCENT TIPEHA               | Hebräisches Betonungszeichen Tipcha                   |
| U+0597 (1431) | ֗                | Markierung ohne Extrabreite             | Markierung ohne Extrabreite        | HEBREW ACCENT REVIA                | Hebräisches Betonungszeichen Rewia                    |
| U+0598 (1432) | ֘                | Markierung ohne Extrabreite             | Markierung ohne Extrabreite        | HEBREW ACCENT ZARQA                | Hebräisches Betonungszeichen Zinnorit                 |
| U+0599 (1433) | ֙                | Markierung ohne Extrabreite             | Markierung ohne Extrabreite        | HEBREW ACCENT PASHTA               | Hebräisches Betonungszeichen Paschta                  |
| U+059A (1434) | ֚                | Markierung ohne Extrabreite             | Markierung ohne Extrabreite        | HEBREW ACCENT YETIV                | Hebräisches Betonungszeichen Jetiw                    |
| U+059B (1435) | ֛                | Markierung ohne Extrabreite             | Markierung ohne Extrabreite        | HEBREW ACCENT TEVIR                | Hebräisches Betonungszeichen Tewir                    |
| U+059C (1436) | ֜                | Markierung ohne Extrabreite             | Markierung ohne Extrabreite        | HEBREW ACCENT GERESH               | Hebräisches Betonungszeichen Geresch                  |
| U+059D (1437) | ֝                | Markierung ohne Extrabreite             | Markierung ohne Extrabreite        | HEBREW ACCENT GERESH MUQDAM        | Hebräisches Betonungszeichen Geresch muqdam           |
| U+059E (1438) | ֞                | Markierung ohne Extrabreite             | Markierung ohne Extrabreite        | HEBREW ACCENT GERSHAYIM            | Hebräisches Betonungszeichen Gerschajim               |
| U+059F (1439) | ֟                | Markierung ohne Extrabreite             | Markierung ohne Extrabreite        | HEBREW ACCENT QARNEY PARA          | Hebräisches Betonungszeichen Qarne para               |
| U+05A0 (1440) | ֠                | Markierung ohne Extrabreite             | Markierung ohne Extrabreite        | HEBREW ACCENT TELISHA GEDOLA       | Hebräisches Betonungszeichen Telischa gedola          |
| U+05A1 (1441) | ֡                | Markierung ohne Extrabreite             | Markierung ohne Extrabreite        | HEBREW ACCENT PAZER                | Hebräisches Betonungszeichen Pazer                    |
| U+05A2 (1442) | ֢                | Markierung ohne Extrabreite             | Markierung ohne Extrabreite        | HEBREW ACCENT ATNAH HAFUKH         | Hebräisches Betonungszeichen Atnach hafuch            |
| U+05A3 (1443) | ֣                | Markierung ohne Extrabreite             | Markierung ohne Extrabreite        | HEBREW ACCENT MUNAH                | Hebräisches Betonungszeichen Munach                   |
| U+05A4 (1444) | ֤                | Markierung ohne Extrabreite             | Markierung ohne Extrabreite        | HEBREW ACCENT MAHAPAKH             | Hebräisches Betonungszeichen Mahpach                  |
| U+05A5 (1445) | ֥                | Markierung ohne Extrabreite             | Markierung ohne Extrabreite        | HEBREW ACCENT MERKHA               | Hebräisches Betonungszeichen Mercha                   |
| U+05A6 (1446) | ֦                | Markierung ohne Extrabreite             | Markierung ohne Extrabreite        | HEBREW ACCENT MERKHA KEFULA        | Hebräisches Betonungszeichen Mercha kefula            |
| U+05A7 (1447) | ֧                | Markierung ohne Extrabreite             | Markierung ohne Extrabreite        | HEBREW ACCENT DARGA                | Hebräisches Betonungszeichen Darga                    |
| U+05A8 (1448) | ֨                | Markierung ohne Extrabreite             | Markierung ohne Extrabreite        | HEBREW ACCENT QADMA                | Hebräisches Betonungszeichen Qadma                    |
| U+05A9 (1449) | ֩                | Markierung ohne Extrabreite             | Markierung ohne Extrabreite        | HEBREW ACCENT TELISHA QETANA       | Hebräisches Betonungszeichen Telischa qetanna         |
| U+05AA (1450) | ֪                | Markierung ohne Extrabreite             | Markierung ohne Extrabreite        | HEBREW ACCENT YERAH BEN YOMO       | Hebräisches Betonungszeichen Jerach ben jomo          |
| U+05AB (1451) | ֫                | Markierung ohne Extrabreite             | Markierung ohne Extrabreite        | HEBREW ACCENT OLE                  | Hebräisches Betonungszeichen Ole                      |
| U+05AC (1452) | ֬                | Markierung ohne Extrabreite             | Markierung ohne Extrabreite        | HEBREW ACCENT ILUY                 | Hebräisches Betonungszeichen Illuj                    |
| U+05AD (1453) | ֭                | Markierung ohne Extrabreite             | Markierung ohne Extrabreite        | HEBREW ACCENT DEHI                 | Hebräisches Betonungszeichen Dechi                    |
| U+05AE (1454) | ֮                | Markierung ohne Extrabreite             | Markierung ohne Extrabreite        | HEBREW ACCENT ZINOR                | Hebräisches Betonungszeichen Zarka bzw. Sinnor        |
| U+05AF (1455) | ֯                | Markierung ohne Extrabreite             | Markierung ohne Extrabreite        | HEBREW MARK MASORA CIRCLE          | Hebräisches Zeichen Masora-Kreis                      |
| U+05B0 (1456) | ְ                | Markierung ohne Extrabreite             | Markierung ohne Extrabreite        | HEBREW POINT SHEVA                 | Hebräisches Vokalzeichen Schwa                        |
| U+05B1 (1457) | ֱ                | Markierung ohne Extrabreite             | Markierung ohne Extrabreite        | HEBREW POINT HATAF SEGOL           | Hebräisches Vokalzeichen Chatef Segol                 |
| U+05B2 (1458) | ֲ                | Markierung ohne Extrabreite             | Markierung ohne Extrabreite        | HEBREW POINT HATAF PATAH           | Hebräisches Vokalzeichen Chatef Patach                |
| U+05B3 (1459) | ֳ                | Markierung ohne Extrabreite             | Markierung ohne Extrabreite        | HEBREW POINT HATAF QAMATS          | Hebräisches Vokalzeichen Chatef Kametz                |
| U+05B4 (1460) | ִ                | Markierung ohne Extrabreite             | Markierung ohne Extrabreite        | HEBREW POINT HIRIQ                 | Hebräisches Vokalzeichen Hirik                        |
| U+05B5 (1461) | ֵ                | Markierung ohne Extrabreite             | Markierung ohne Extrabreite        | HEBREW POINT TSERE                 | Hebräisches Vokalzeichen Tzere                        |
| U+05B6 (1462) | ֶ                | Markierung ohne Extrabreite             | Markierung ohne Extrabreite        | HEBREW POINT SEGOL                 | Hebräisches Vokalzeichen Segol                        |
| U+05B7 (1463) | ַ                | Markierung ohne Extrabreite             | Markierung ohne Extrabreite        | HEBREW POINT PATAH                 | Hebräisches Vokalzeichen Patach                       |
| U+05B8 (1464) | ָ                | Markierung ohne Extrabreite             | Markierung ohne Extrabreite        | HEBREW POINT QAMATS                | Hebräisches Vokalzeichen Kametz                       |
| U+05B9 (1465) | ֹ                | Markierung ohne Extrabreite             | Markierung ohne Extrabreite        | HEBREW POINT HOLAM                 | Hebräisches Vokalzeichen Holam                        |
| U+05BA (1466) | ֺ                | Markierung ohne Extrabreite             | Markierung ohne Extrabreite        | HEBREW POINT HOLAM HASER FOR VAV   | Hebräisches Vokalzeichen Holam Haser für Waw          |
| U+05BB (1467) | ֻ                | Markierung ohne Extrabreite             | Markierung ohne Extrabreite        | HEBREW POINT QUBUTS                | Hebräisches Vokalzeichen Kibutz                       |
| U+05BC (1468) | ּ                | Markierung ohne Extrabreite             | Markierung ohne Extrabreite        | HEBREW POINT DAGESH OR MAPIQ       | Hebräisches Diakritikum Dagesch oder Mapik            |
| U+05BD (1469) | ֽ                | Markierung ohne Extrabreite             | Markierung ohne Extrabreite        | HEBREW POINT METEG                 | Hebräisches Zeichen Meteg                             |
| U+05BE (1470) | ־               | strichförmige Interpunktion             | rechts nach links (nicht-arabisch) | HEBREW PUNCTUATION MAQAF           | Hebräisches Zeichen Maqqef                            |
| U+05BF (1471) | ֿ                | Markierung ohne Extrabreite             | Markierung ohne Extrabreite        | HEBREW POINT RAFE                  | Hebräisches Zeichen Rafe                              |
| U+05C0 (1472) | ׀               | andere Interpunktion                    | rechts nach links (nicht-arabisch) | HEBREW PUNCTUATION PASEQ           | Hebräisches Zeichen Paseq                             |
| U+05C1 (1473) | ׁ                | Markierung ohne Extrabreite             | Markierung ohne Extrabreite        | HEBREW POINT SHIN DOT              | Hebräisches Diakritikum Schin-Punkt                   |
| U+05C2 (1474) | ׂ                | Markierung ohne Extrabreite             | Markierung ohne Extrabreite        | HEBREW POINT SIN DOT               | Hebräisches Diakritikum Sin-Punkt                     |
| U+05C3 (1475) | ׃               | andere Interpunktion                    | rechts nach links (nicht-arabisch) | HEBREW PUNCTUATION SOF PASUQ       | Hebräisches Satzzeichen Sof pasuq                     |
| U+05C4 (1476) | ׄ                | Markierung ohne Extrabreite             | Markierung ohne Extrabreite        | HEBREW MARK UPPER DOT              | Hebräisches Zeichen oberer Punkt                      |
| U+05C5 (1477) | ׅ                | Markierung ohne Extrabreite             | Markierung ohne Extrabreite        | HEBREW MARK LOWER DOT              | Hebräisches Zeichen unterer Punkt                     |
| U+05C6 (1478) | ׆               | andere Interpunktion                    | rechts nach links (nicht-arabisch) | HEBREW PUNCTUATION NUN HAFUKHA     | Hebräisches Satzzeichen Nun Hafucha oder Nun inversum |
| U+05C7 (1479) | ׇ                | Markierung ohne Extrabreite             | Markierung ohne Extrabreite        | HEBREW POINT QAMATS QATAN          | Hebräisches Zeichen Kametz Katan                      |
| U+05D0 (1488) | א               | anderer Buchstabe, Silbe oder Ideogramm | rechts nach links (nicht-arabisch) | HEBREW LETTER ALEF                 | Hebräischer Buchstabe Aleph                           |
| U+05D1 (1489) | ב               | anderer Buchstabe, Silbe oder Ideogramm | rechts nach links (nicht-arabisch) | HEBREW LETTER BET                  | Hebräischer Buchstabe Beth                            |
| U+05D2 (1490) | ג               | anderer Buchstabe, Silbe oder Ideogramm | rechts nach links (nicht-arabisch) | HEBREW LETTER GIMEL                | Hebräischer Buchstabe Gimel                           |
| U+05D3 (1491) | ד               | anderer Buchstabe, Silbe oder Ideogramm | rechts nach links (nicht-arabisch) | HEBREW LETTER DALET                | Hebräischer Buchstabe Daleth                          |
| U+05D4 (1492) | ה               | anderer Buchstabe, Silbe oder Ideogramm | rechts nach links (nicht-arabisch) | HEBREW LETTER HE                   | Hebräischer Buchstabe He                              |
| U+05D5 (1493) | ו               | anderer Buchstabe, Silbe oder Ideogramm | rechts nach links (nicht-arabisch) | HEBREW LETTER VAV                  | Hebräischer Buchstabe Waw                             |
| U+05D6 (1494) | ז               | anderer Buchstabe, Silbe oder Ideogramm | rechts nach links (nicht-arabisch) | HEBREW LETTER ZAYIN                | Hebräischer Buchstabe Zajin                           |
| U+05D7 (1495) | ח               | anderer Buchstabe, Silbe oder Ideogramm | rechts nach links (nicht-arabisch) | HEBREW LETTER HET                  | Hebräischer Buchstabe Chet                            |
| U+05D8 (1496) | ט               | anderer Buchstabe, Silbe oder Ideogramm | rechts nach links (nicht-arabisch) | HEBREW LETTER TET                  | Hebräischer Buchstabe Tet                             |
| U+05D9 (1497) | י               | anderer Buchstabe, Silbe oder Ideogramm | rechts nach links (nicht-arabisch) | HEBREW LETTER YOD                  | Hebräischer Buchstabe Jod                             |
| U+05DA (1498) | ך               | anderer Buchstabe, Silbe oder Ideogramm | rechts nach links (nicht-arabisch) | HEBREW LETTER FINAL KAF            | Hebräischer Buchstabe Schluss-Kaph                    |
| U+05DB (1499) | כ               | anderer Buchstabe, Silbe oder Ideogramm | rechts nach links (nicht-arabisch) | HEBREW LETTER KAF                  | Hebräischer Buchstabe Kaph                            |
| U+05DC (1500) | ל               | anderer Buchstabe, Silbe oder Ideogramm | rechts nach links (nicht-arabisch) | HEBREW LETTER LAMED                | Hebräischer Buchstabe Lamed                           |
| U+05DD (1501) | ם               | anderer Buchstabe, Silbe oder Ideogramm | rechts nach links (nicht-arabisch) | HEBREW LETTER FINAL MEM            | Hebräischer Buchstabe Schluss-Mem                     |
| U+05DE (1502) | מ               | anderer Buchstabe, Silbe oder Ideogramm | rechts nach links (nicht-arabisch) | HEBREW LETTER MEM                  | Hebräischer Buchstabe Mem                             |
| U+05DF (1503) | ן               | anderer Buchstabe, Silbe oder Ideogramm | rechts nach links (nicht-arabisch) | HEBREW LETTER FINAL NUN            | Hebräischer Buchstabe Schluss-Nun                     |
| U+05E0 (1504) | נ               | anderer Buchstabe, Silbe oder Ideogramm | rechts nach links (nicht-arabisch) | HEBREW LETTER NUN                  | Hebräischer Buchstabe Nun                             |
| U+05E1 (1505) | ס               | anderer Buchstabe, Silbe oder Ideogramm | rechts nach links (nicht-arabisch) | HEBREW LETTER SAMEKH               | Hebräischer Buchstabe Samech                          |
| U+05E2 (1506) | ע               | anderer Buchstabe, Silbe oder Ideogramm | rechts nach links (nicht-arabisch) | HEBREW LETTER AYIN                 | Hebräischer Buchstabe Ajin                            |
| U+05E3 (1507) | ף               | anderer Buchstabe, Silbe oder Ideogramm | rechts nach links (nicht-arabisch) | HEBREW LETTER FINAL PE             | Hebräischer Buchstabe Schluss-Pe                      |
| U+05E4 (1508) | פ               | anderer Buchstabe, Silbe oder Ideogramm | rechts nach links (nicht-arabisch) | HEBREW LETTER PE                   | Hebräischer Buchstabe Pe                              |
| U+05E5 (1509) | ץ               | anderer Buchstabe, Silbe oder Ideogramm | rechts nach links (nicht-arabisch) | HEBREW LETTER FINAL TSADI          | Hebräischer Buchstabe Schluss-Tzade                   |
| U+05E6 (1510) | צ               | anderer Buchstabe, Silbe oder Ideogramm | rechts nach links (nicht-arabisch) | HEBREW LETTER TSADI                | Hebräischer Buchstabe Tzade                           |
| U+05E7 (1511) | ק               | anderer Buchstabe, Silbe oder Ideogramm | rechts nach links (nicht-arabisch) | HEBREW LETTER QOF                  | Hebräischer Buchstabe Koph                            |
| U+05E8 (1512) | ר               | anderer Buchstabe, Silbe oder Ideogramm | rechts nach links (nicht-arabisch) | HEBREW LETTER RESH                 | Hebräischer Buchstabe Resch                           |
| U+05E9 (1513) | ש               | anderer Buchstabe, Silbe oder Ideogramm | rechts nach links (nicht-arabisch) | HEBREW LETTER SHIN                 | Hebräischer Buchstabe Schin                           |
| U+05EA (1514) | ת               | anderer Buchstabe, Silbe oder Ideogramm | rechts nach links (nicht-arabisch) | HEBREW LETTER TAV                  | Hebräischer Buchstabe Taw                             |
| U+05EF (1519) | ׯ               | anderer Buchstabe, Silbe oder Ideogramm | rechts nach links (nicht-arabisch) | HEBREW YOD TRIANGLE                | Hebräisches Jod-Dreieck                               |
| U+05F0 (1520) | װ               | anderer Buchstabe, Silbe oder Ideogramm | rechts nach links (nicht-arabisch) | HEBREW LIGATURE YIDDISH DOUBLE VAV | Hebräische Ligatur jiddisches Doppel-Waw              |
| U+05F1 (1521) | ױ               | anderer Buchstabe, Silbe oder Ideogramm | rechts nach links (nicht-arabisch) | HEBREW LIGATURE YIDDISH VAV YOD    | Hebräische Ligatur jiddisches Waw-Jod                 |
| U+05F2 (1522) | ײ               | anderer Buchstabe, Silbe oder Ideogramm | rechts nach links (nicht-arabisch) | HEBREW LIGATURE YIDDISH DOUBLE YOD | Hebräische Ligatur jiddisches Doppel-Jod              |
| U+05F3 (1523) | ׳               | andere Interpunktion                    | rechts nach links (nicht-arabisch) | HEBREW PUNCTUATION GERESH          | Hebräisches Zeichen Geresch                           |
| U+05F4 (1524) | ״               | andere Interpunktion                    | rechts nach links (nicht-arabisch) | HEBREW PUNCTUATION GERSHAYIM       | Hebräisches Zeichen Gerschajim                        |